# New York Dolls (album)
| Recensione     | Giudizio       |
| -------------- | -------------- |
| AllMusic       |                |
| Ondarock       | Pietra Miliare |
| Piero Scaruffi |                |

New York Dolls è l'album di debutto del gruppo musicale omonimo di genere glam/hard rock, pubblicato nel 1973 dall'etichetta Mercury Records.
Considerato uno degli album più importanti della storia del rock, il disco ha avuto un'influenza determinante per il successivo emergere del genere punk rock, anche se, alla sua uscita, fu un fallimento commerciale e raggiunse solo il 116º posto nelle classifiche statunitensi, senza neanche entrare in quelle britanniche.
La copertina, molto provocatoria per l'epoca, ritrae i New York Dolls travestiti con abiti femminili
Nel 2003, la rivista Rolling Stone, lo ha inserito al 213º posto nella lista dei 500 album più grandi di tutti i tempi.

## Il disco

### Origine e storia
Già dalle prime esibizioni nel 1971, la band aveva cercato di fondere insieme le più variegate influenze musicali dei suoi componenti: la depravazione dei Velvet Underground, la furia degli Stooges e degli MC5, il sound, le movenze dei Rolling Stones, l'aspetto androgino di David Bowie e Marc Bolan ed infine il blues di Muddy Waters e Bo Diddley. Il tutto mescolato con una immagine smaccatamente glam con trucchi pesanti, capigliature folte e stivali col tacco alto.
Dopo aver firmato un contratto con la Mercury, nel 1973 i Dolls entrarono in studio al The Record Plant di New York con il produttore Todd Rundgren per la registrazione del loro album di debutto. Noto per i suoi gusti pop sofisticati e nonostante i vari conflitti con i componenti della band, durante le sessioni di registrazione Rundgren (come affermarono in seguito David Johansen e Sylvain Sylvain) riuscì a catturare il tipico sound della band dal vivo.

### Brani

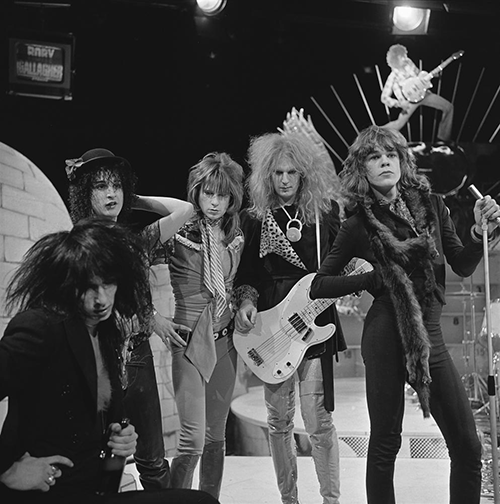
I New York Dolls nel 1973.

L'album si apre con Personality Crisis, probabilmente il loro brano più famoso, dove un attacco urlato genera una furibonda dichiarazione d'intenti di perversione e fragilità psicologica. La prima facciata continua con Looking for a Kiss e Vietnamese Baby, introdotta da un colpo di gong, tutti brani veloci, duri, senza un attimo di sosta, che creano un clima di tensione e violenza interrotto solo dalla quasi acustica Lonely Planet Boy. La violenza sonora di Frankestein rialza poi il ritmo generale dell'album.
La seconda facciata, si apre con la saltellante Trash, infarcita di coretti beat sopra le righe e dal ritmo trascinante. Subway Train è sorretta dal cantato strascicato "alla Jagger" di Johansen e dal controcanto della chitarra di Johnny Thunders. Bad Girl, è uno dei pezzi più duri e con maggiori accenni di quel "punk" ancora a venire. La più cantabile Pills, cover drogata di un brano di Bo Diddley, provvede a stemperare l'atmosfera con la sua introduzione di armonica blueseggiante. Private World ha un ritmo calypso (con tanto di campanacci e pianoforte), ma sonorità chitarristiche metalliche e pesanti. Il brano finale dell'album, Jet Boy è un hard-rock che, posto in chiusura, si tramuta in una jam strumentale, cosa abbastanza rara per lo stile del gruppo.

### Critica ed influenza
L'album, come del resto la band stessa, fu per anni snobbato e sottovalutato dalla critica (che considerava i New York Dolls come delle copie americane sbiadite dei Rolling Stones), e le vendite non esaltanti portarono alla conclusione dell'avventura del gruppo che si sciolse dopo l'incisione di un secondo album, Too Much Too Soon, senza suscitare troppi clamori.
Il lascito artistico dei Dolls si farà prepotentemente sentire negli anni seguenti, dove le band influenzate saranno numerose: Sex Pistols, Dead Kennedys, Guns N' Roses, Hanoi Rocks, Jane's Addiction, The Runaways, Kiss, Aerosmith, ecc.

## Tracce
1. Personality Crisis – 3:41 (David Johansen, Johnny Thunders)
2. Looking for a Kiss – 3:19 (David Johansen)
3. Vietnamese Baby – 3:38 (David Johansen)
4. Lonely Planet Boy – 4:09 (David Johansen)
5. Frankenstein (Orig.) – 6:00 (David Johansen, Sylvain Sylvain)
6. Trash – 3:08 (David Johansen, Sylvain Sylvain)
7. Bad Girl – 3:04 (David Johansen, Johnny Thunders)
8. Subway Train – 4:21 (David Johansen, Johnny Thunders)
9. Pills – 2:48 (Bo Diddley)
10. Private World – 3:39 (David Johansen, Arthur Kane)
11. Jet Boy – 4:41 (David Johansen, Johnny Thunders)

## Formazione
New York Dolls
- David Johansen – voce, armonica a bocca, gong
- Arthur "Killer" Kane – basso
- Jerry Nolan – batteria
- Sylvain Sylvain – chitarra ritmica, pianoforte, voce
- Johnny Thunders – chitarra elettrica, voce

Musicisti aggiuntivi
- Todd Rundgren – pianoforte, tastiere, sintetizzatore Moog
- Buddy Bowser – sassofono
- Alex Spyropoulos – pianoforte